# Markus Sauer
Markus Sauer (* 6. Mai 1965 in Pforzheim) ist ein deutscher Biophysiker. Er ist am Biozentrum der Julius-Maximilians-Universität (JMU) Würzburg Professor für Biotechnologie und Biophysik. Markus Sauer ist auch Professor am Rudolf-Virchow-Zentrum for Integrative and Translational Bioimaging der JMU Würzburg. Seine Forschung konzentriert sich auf die Entwicklung hochempfindlicher Super-Resolution-Mikroskopie-Methoden und deren Anwendung in biomedizinischen Fragestellungen.

## Leben
Markus Sauer besuchte das Hilda-Gymnasium in Pforzheim. Nach dem Abitur studierte er Chemie an der TU Karlsruhe (1985), der Universität des Saarlandes (1985–1987) und der Universität Heidelberg (1987–1991). Sein Studium schloss er 1991 mit dem Diplom in Chemie ab. Anschließend arbeitete Sauer am Physikalisch-Chemischen Institut der Universität Heidelberg in der Abteilung von Professor Jürgen Wolfrum an der Entwicklung einer neuen zeitaufgelösten Methode zur DNS-Sequenzierung. Er promovierte 1995 an der Universität Heidelberg mit der Dissertation: Entwicklung effizienter Fluoreszenzfarbstoffe für den hochempfindlichen Nachweis von Biomolekülen unter Einsatz zeitaufgelöster LIF-Spektroskopie.
Nach seiner Promotion arbeitete Sauer von 1995 bis 1997 als Postdoktorand am Physikalischen Institut der Universität Heidelberg, bevor er dort von 1997 bis 2003 seine eigene Gruppe auf dem Gebiet der Einzelmolekül-Fluoreszenzspektroskopie mit Hilfe des BioFuture Preises des Bundesministeriums für Bildung und Wissenschaft (BMBF) aufbaute. Teile seiner Zeit verbrachte Sauer am Lawrence Berkeley National Laboratory in Berkeley in der Gruppe von Shimon Weiss. Am 12. Juni 2002 habilitierte er sich im Fach Physikalische Chemie an der Universität Heidelberg.
Von 2003 bis 2009 war Markus Sauer Professor für Angewandte Laserphysik und Laserspektroskopie an der Universität Bielefeld. 2009 nahm er einen Ruf auf den Lehrstuhl für Biotechnologie und Biophysik am Biozentrum der JMU Würzburg an. 2017–2019 war Sauer Dekan der Fakultät für Biologie. Seit 2019 ist er Mitglied des Senats der JMU Würzburg.

## Wissenschaftliche Arbeit
Markus Sauer entwickelte 1995–2000 zeit- und spektralaufgelöste Methoden der Einzelmoleküldetektion zum Studium photophysikalischer Prozesse in Farbstoffen und Multichromophoren Systemen sowie zur Charakterisierung und Identifizierung von Biomolekülen und optischen Abstandsbestimmung weit unterhalb der Beugungsgrenze. Aufbauend auf diese Arbeiten entwickelte er 2008 die Super-Resolution-Mikroskopie-Methode direct STochastic Optical Reconstruction Microscopy (dSTORM), die es erstmals erlaubte, kommerziell erhältliche fluoreszierende Marker wie beispielsweise Antikörper für das quantitative Super-Resolution-Imaging mit 20 nm lateraler Auflösung in fixierten und lebenden Zellen einzusetzen. Er widmet sich seit einigen Jahren der Fragestellung, wie die Super-Resolution-Mikroskopie zur Früherkennung und besseren Behandlung von Krankheiten eingesetzt werden kann.

## Publikationen (Auswahl)
- M. Heilemann, S. van de Linde, M. Schüttpelz, R. Kasper, B. Seefeldt, A. Mukherjee, P. Tinnefeld, M. Sauer: Subdiffraction-resolution fluorescence imaging with conventional fluorescent probes. In: Angew. Chem. Int. Ed. Band 47, 2008, S. 6172–6176.
- R. Wombacher, M. Heidbreder, S. van de Linde, M. P. Sheetz, M. Heilemann, V. W. Cornish, M. Sauer: Live-cell super-resolution imaging with trimethoprim conjugates. In: Nat. Methods. Band 7, 2010, S. 717–719.
- S. van de Linde, A. Löschberger, T. Klein, M. Heidbreder, S. Wolter, M. Heilemann, M. Sauer: Direct stochastic optical reconstruction microscopy with standard fluorescent probes. In: Nat. Protocols. Band 6, 2011, S. 991–1009.
- S. Wolter, A. Löschberger, T. Holm, S. Aufmkolk, M. C. Dabauvalle, S. van de Linde, M. Sauer: rapidSTORM: Accurate, fast and open-source software for localization microscopy. In: Nat. Methods. Band 9, 2012, S. 1040–1041.
- T. Niehörster, A. Löschberger, I. Gregor, B. Krämer, M. Patting, F. Koberling, J. Enderlein, M. Sauer: Multi-target spectrally resolved fluorescence lifetime imaging microscopy. In: Nat. Methods. Band 13, 2016, S. 257–262.
- T. Nerreter, S. Letschert, S. Doose, S. Danhof, H. Einsele, M. Sauer, M. Hudecek: Super-resolution microscopy reveals ultra-low CD19 expression on myeloma cells that triggers elimination by CD19 CAR-T. In: Nat Communications. Band 10, 2019, S. 3137.
- F. Wäldchen, J. Schlegel, S. Doose, M. Sauer: Whole-cell imaging of plasma membrane receptors by 3D lattice light-sheet dSTORM. In: Nat Communications. Band 11, 2020, S. 1–6.
- F. U. Zwettler, M. C. Spindler, S. Reinhard, T. Klein, A. Kurz, R. Benavente, M. Sauer: Tracking down the molecular architecture of the synaptonemal complex by expansion microscopy. In: Nat Communications. Band 11, 2020, S. 3222.
- F. U. Zwettler, S. Reinhard, D. Gambarotto, T. D. M. Bell, V. Hamel, P. Guichard, M. Sauer: Molecular resolution imaging by post-labeling expansion single-molecule localization microscopy (Ex-SMLM). In: Nat Communications. Band 11, 2020, S. 3388.

## Ehrungen und Preise
- 1998: BioFuture Preis des BMBF
- 2012: Most cited article award of the European Photochemistry and Photobiology Society[16]
- 2016: Gregorio Weber Award[17] for Excellence in Fluorescence and Theory & Applications